# Basinstrument
Ett basinstrument är ett musikinstrument i basläge, alltså det lägsta tonregistret (ibland noterat som under cirka 200 Hz). Ordet kommer från medeltidslatinets bassus ('låg'), via italienskans basso och franskans basse med samma betydelse. I vissa sammanhang används prefixet kontra för att ange lågt tonregister.
Kända inledningar med framträdande bas finns i I bergakungens sal (Peer Gynt), satser i Nötknäpparen, Also sprach Zarathustra med flera.
Ett styckes tema kan ibland spelas i basen, som till exempel i fugadelen i Bachs Toccata och fuga d-moll där melodin spelas på pedalklaviaturen (subbas).

## Stränginstrument
- Kontrabas eller basfiol – den akustiska basen av fioltyp som är vanlig i jazz och symfoniorkester
- Elbas – den elektriska basen av gitarrtyp som är vanlig i pop- och rockmusik
- Gitarrón – gitarrliknande bas från Mexiko
- Bas- och kontrabasbalalajka – ett stränginstrument från Ryssland

## Blåsinstrument
- Bassaxofon – träblåsinstrument av metall
- Bastuba – bleckblåsinstrument
- Bastrombon – bleckblåsinstrument
- Basklarinett – träblåsinstrument
- Kontrafagott – träblåsinstrument
- Toyo – träblåsinstrument, en typ av zampoña (sydamerikansk panflöjt)
- Alphorn – bleckblåsinstrument av trä från Schweiz
- Näverlur – blåsinstrument av trä från Sverige
- Didjeridu – träblåsinstrument från Australien

## Instrument som kan spela toner i basregistret
- Kyrkorgel – blåsinstrument, kommer ner till cirka 18 Hz med subbasregister
- Elorgel – klaverinstrument
- Piano – klaverinstrument
- Synthesizer – elektroniskt, ofta utfört som klaverinstrument
- Harpa – stränginstrument
- Cello – stråkinstrument
- Puka och timpani – slagverk